# Rolando Aarons
Rolando James Aarons (Kingston, 16 novembre 1995) è un calciatore giamaicano con cittadinanza britannica, attaccante svincolato.
Nel 2014 è stato inserito nella lista dei migliori giovani nati dopo il 1993 stilata da Don Balón.

## Biografia
Nato a Kingston, in Giamaica, si trasferì in Inghilterra all'età di 5 anni per riunirsi alla madre, che già viveva a Bristol da qualche anno.
Suo cugino Max Aarons è anch'egli un calciatore.
Nell'ottobre 2016 è stato protagonista di una rissa; nel maggio 2018 è stato condannato a 10 mesi di carcere per questo.

## Caratteristiche tecniche
Spesso paragonato al connazionale Raheem Sterling, con il quale condivide le origini giamaicane, fa del dribbling, della rapidità e delle incursioni le sue armi migliori. Mancino naturale, agisce spesso sull'esterno di centrocampo o direttamente come ala, generalmente sul versante sinistro.

## Carriera

### Club
Cresce calcisticamente prima con la maglia del Bristol City per poi concludere il proprio percorso giovanile con la maglia del Newcastle con la quale riesce ad ottenere anche l'esordio nel calcio professionistico in occasione della partita casalinga persa, per 0-2, contro il Manchester City del 17 agosto 2014. Il 30 agosto successivo mette a segno anche il suo primo gol in occasione del pareggio interno, per 3-3, contro il Crystal Palace. Chiude la sua prima stagione da professionista con 6 presenze e 2 reti.
Nella stagione successiva, prima con Steve McClaren e poi con Rafael Benítez in panchina, il ragazzo disputa solo pochissimi spezzoni di partita concludendo la stagione con un bottino di 11 presenze e 1 rete non riuscendo così ad aiutare la propria squadra ad evitare la retrocessione.
Il 5 agosto 2016 disputa la sua prima partita nella Football League Championship, seconda serie del campionato di calcio inglese, in occasione della sconfitta esterna, per 1-0, contro il Fulham. Per via di una lacerazione parziale del tendine di Achille salta tutta la stagione ottenendo solo 5 presenze ad inizio campionato comunque sia i suoi compagni riesco a conquistare il campionato e la promozione. Il 31 gennaio 2018 passa in prestito secco al Verona fino a giugno. Fa il suo esordio in Serie A il 4 febbraio seguente, giocando da titolare nella partita interna persa 0-1 contro la Roma. Conclude il prestito con un bottino di 11 presenze.
Il 7 settembre 2018 viene ceduto, sempre a titolo temporaneo, ai cechi dello Slovan Liberec. L'esordio arriva il 16 settembre successivo in occasione della trasferta persa, per 2-0, contro il Dukla Praga. A gennaio fa ritorno al Newcastle, che il 31 del mese stesso lo cede nuovamente in prestito, questa volta allo Sheffield Wednesday.
Il 2 settembre 2019, il Newcastle United decide di girarlo di nuovo in prestito, questa volta al Wycombe. Il giocatore, inizialmente, si troverà molto bene nel club, esordendo nel match contro il Lincoln City  segnando il suo primo gol nella gara contro lo Shrewsbury Town vinta per 3-1, e questa sarà la sua unica marcatura con i Chairboys in 10 presenze all'attivo.
Il 31 gennaio 2020, lascia l'Inghilterra per potersi trasferire in Scozia, accasandosi al Motherwell in prestito. Durante la sua permanenza nel club, totalizzerà solamente 6 presenze in 4 mesi. Il 31 maggio, il prestito scadrà e ritornerà al Newcastle. Rimarrà sotto contratto con il club fino al 7 gennaio 2021, data in cui il suo contratto scadrà e sarà ufficialmente acquistato a titolo gratuito dall'Huddersfield Town. La sua prima stagione non è poi così buona, totalizzando solo 11 presenze senza mai andare a segno.
Il 30 agosto 2022, l'attaccante giamaicano tornerà in prestito al Motherwell. La sua seconda parentesi nel club scozzese, però, durerà appena 3 mesi, perché la società, il 2 novembre 2022, ha deciso anticipatamente di terminare il prestito e di rimandarlo all'Huddersfield Town a causa di un infortunio. Tuttavia, a partire da quel momento non sarà mai integrato in rosa venendo totalmente messo da parte. Il 1º luglio 2023 verrà rilasciato ufficialmente dal club inglese.

### Nazionale
Selezionabile anche per la Giamaica, tuttavia ha militato tra il 2014 e il 2015, con la nazionale Under-20 inglese giocando 5 partite e segnando 2 reti.

## Statistiche

### Presenze e reti nei club
Statistiche aggiornate al 15 settembre 2024.
| Stagione                 | Squadra                  | Campionato               | Campionato | Campionato | Coppe nazionali | Coppe nazionali | Coppe nazionali | Coppe continentali | Coppe continentali | Coppe continentali | Altre coppe | Altre coppe | Altre coppe | Totale | Totale |
| Stagione                 | Squadra                  | Comp                     | Pres       | Reti       | Comp            | Pres            | Reti            | Comp               | Pres               | Reti               | Comp        | Pres        | Reti        | Pres   | Reti   |
| ------------------------ | ------------------------ | ------------------------ | ---------- | ---------- | --------------- | --------------- | --------------- | ------------------ | ------------------ | ------------------ | ----------- | ----------- | ----------- | ------ | ------ |
| 2014-2015                | Newcastle Utd            | PL                       | 4          | 1          | FACup+CdL       | 0+2             | 0+1             | -                  | -                  | -                  | -           | -           | -           | 6      | 2      |
| 2015-2016                | Newcastle Utd            | PL                       | 10         | 1          | FACup+CdL       | 0+1             | 0               | -                  | -                  | -                  | -           | -           | -           | 11     | 1      |
| 2016-2017                | Newcastle Utd            | FLC                      | 4          | 0          | FACup+CdL       | 0+1             | 0               | -                  | -                  | -                  | -           | -           | -           | 5      | 0      |
| 2017-gen. 2018           | Newcastle Utd            | PL                       | 4          | 0          | FACup+CdL       | 0+1             | 0+1             | -                  | -                  | -                  | -           | -           | -           | 5      | 1      |
| gen.-giu. 2018           | Verona                   | A                        | 11         | 0          | CI              | 0               | 0               | -                  | -                  | -                  | -           | -           | -           | 11     | 0      |
| 2018-2019                | Slovan Liberec           | 1L                       | 4          | 0          | CR              | 0               | 0               | -                  | -                  | -                  | -           | -           | -           | 4      | 0      |
| 2019-gen. 2020           | Wycombe                  | FL1                      | 10         | 1          | FACup+CdL+FLT   | 1+0+2           | 0+0+1           | -                  | -                  | -                  | -           | -           | -           | 13     | 2      |
| gen.-giu. 2020           | Motherwell               | SP                       | 6          | 0          | SC+SLC          | 2+0             | 1+0             | -                  | -                  | -                  | -           | -           | -           | 8      | 1      |
| 2020-gen. 2021           | Newcastle Utd            | PL                       | 0          | 0          | FACup+CdL       | 0               | 0               | -                  | -                  | -                  | -           | -           | -           | 0      | 0      |
| Totale Newcastle Utd     | Totale Newcastle Utd     | Totale Newcastle Utd     | 22         | 2          |                 | 5               | 2               |                    | -                  | -                  |             | -           | -           | 27     | 4      |
| gen.-giu. 2021           | Huddersfield Town        | FLC                      | 10         | 0          | FACup+CdL       | 1+0             | 0               | -                  | -                  | -                  | -           | -           | -           | 11     | 0      |
| 2021-2022                | Huddersfield Town        | FLC                      | 1          | 0          | FACup+CdL       | 0               | 0               | -                  | -                  | -                  | -           | -           | -           | 1      | 0      |
| ago.-nov. 2022           | Motherwell               | SP                       | 2          | 0          | SC+SLC          | 0+1             | 0               | UECL               | 0                  | 0                  | -           | -           | -           | 3      | 0      |
| Totale Motherwell        | Totale Motherwell        | Totale Motherwell        | 8          | 0          |                 | 3               | 1               |                    | -                  | -                  |             | -           | -           | 11     | 1      |
| nov. 2022-2023           | Huddersfield Town        | FLC                      | 0          | 0          | FACup+CdL       | 0               | 0               | -                  | -                  | -                  | -           | -           | -           | 0      | 0      |
| Totale Huddersfield Town | Totale Huddersfield Town | Totale Huddersfield Town | 11         | 0          |                 | 1               | 0               |                    | -                  | -                  |             | -           | -           | 12     | 0      |
| gen.-giu. 2024           | Celje                    | 1.SNL                    | 11         | 0          | CS              | 0               | 0               | UECL               | 0                  | 0                  | -           | -           | -           | 11     | 0      |
| 2024.-gen. 2025          | Celje                    | 1.SNL                    | 5          | 0          | CS              | 0               | 0               | UCL+UEL+UECL       | 3+2+1              | 1+0+0              | -           | -           | -           | 11     | 1      |
| Totale Celje             | Totale Celje             | Totale Celje             | 16         | 0          |                 | -               | -               |                    | 6                  | 1                  |             | -           | -           | 22     | 1      |
| Totale carriera          | Totale carriera          | Totale carriera          | 82         | 3          |                 | 12              | 4               |                    | 6                  | 1                  |             | -           | -           | 100    | 8      |

### Cronologia presenze e reti in nazionale
| Cronologia completa delle presenze e delle reti in nazionale ― Giamaica | Cronologia completa delle presenze e delle reti in nazionale ― Giamaica | Cronologia completa delle presenze e delle reti in nazionale ― Giamaica | Cronologia completa delle presenze e delle reti in nazionale ― Giamaica | Cronologia completa delle presenze e delle reti in nazionale ― Giamaica | Cronologia completa delle presenze e delle reti in nazionale ― Giamaica | Cronologia completa delle presenze e delle reti in nazionale ― Giamaica | Cronologia completa delle presenze e delle reti in nazionale ― Giamaica |
| Data                                                                    | Città                                                                   | In casa                                                                 | Risultato                                                               | Ospiti                                                                  | Competizione                                                            | Reti                                                                    | Note                                                                    |
| ----------------------------------------------------------------------- | ----------------------------------------------------------------------- | ----------------------------------------------------------------------- | ----------------------------------------------------------------------- | ----------------------------------------------------------------------- | ----------------------------------------------------------------------- | ----------------------------------------------------------------------- | ----------------------------------------------------------------------- |
| 7-6-2022                                                                | Kingston                                                                | Giamaica                                                                | 3 – 1                                                                   | Suriname                                                                | CONCACAF Nations League 2022-2023 - 1º turno                            | -                                                                       | 76’                                                                     |
| 14-6-2022                                                               | Kingston                                                                | Giamaica                                                                | 1 – 1                                                                   | Messico                                                                 | CONCACAF Nations League 2022-2023 - 1º turno                            | -                                                                       | 82’                                                                     |
| Totale                                                                  |                                                                         | Presenze                                                                | 4                                                                       |                                                                         | Reti                                                                    | 0                                                                       |                                                                         |

## Palmarès

### Club

#### Competizioni nazionali
- Football League Championship: 1

Newcastle Utd: 2016-2017
- Campionato sloveno: 1

Celje: 2023-2024

### Nazionale
- Torneo di Tolone: 1

Tolone 2015